# یواس‌اس نگواگون (وای‌تی‌بی-۸۳۴)
یواس‌اس نگواگون (وای‌تی‌بی-۸۳۴) (به انگلیسی: USS Negwagon (YTB-834)) یک کشتی است که طول آن ۱۰۸ فوت (۳۳ متر) می‌باشد. این کشتی در سال ۱۹۷۵ ساخته شد.